# Prikaspijskij
Prikaspijskij (ros. Прикаспийский) – osiedle w Rosji, w obwodzie astrachańskim, w rejonie narimanowskim. W 2010 liczyło 1597 mieszkańców, głównie Kazachów.